# Кьюдинелли, Марко
Марко Кьюдинелли (итал. Marco Chiudinelli; родился 10 сентября 1981 года в Базеле, Швейцария) — швейцарский профессиональный теннисист; победитель одного турнира ATP в парном разряде; обладатель Кубка Дэвиса (2014) в составе национальной сборной Швейцарии.

## Общая информация
Родителей Марко зовут Лоренсо и Рени.
На корте сильными моментами в игре Кьюдинелли является подача и действия на задней линии; любимое покрытие — хард.

## Спортивная карьера

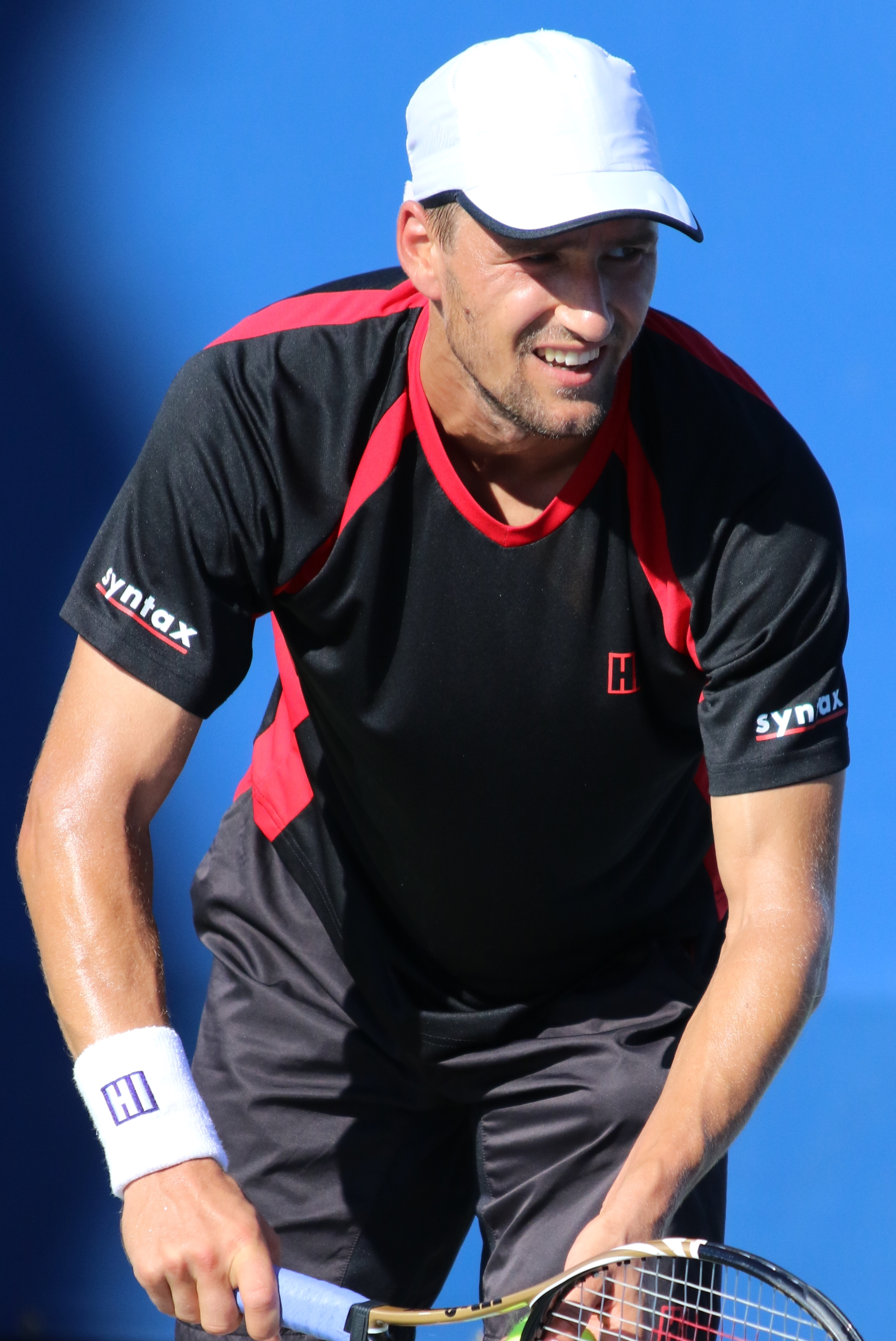
На Открытом чемпионате США 2016 года

В 1998 году в парном разряде сыграл на первом для себя турнире ATP-тура, попав в качестве пары лаки-лузера на соревнование в Гштаде. В 2002 году победил на двух турнирах из серии «фьючерс» и в парном разряде на одном призе более старшей серии «челленджер». В 2003 году Кьюдинелли выиграл ещё один «фьючерс», в июне в парном разряде дебютировал турнире серии Большого шлема, пройдя через квалификацию на Уимблдон в команде с Ловро Зовко и в сентябре впервые сыграл в одиночках в основном туре, выиграв квалификационный матч на турнир в Бангкоке. Январь 2004 года ознаменовался победой ещё на одном «фьючерсе», а в сентябре сумел выиграть «челленджер» в Донецке.
В 2005 году Кьюдинелли сыграл первые матчи за сборную Швейцарии в Кубке Дэвиса. В мае 2006 выиграл два «фьючерса». В июле сыграл в парном финале турнира в Гштаде в альянсе с Жаном-Клодом Шеррером. В августе дебютировал на турнире серии Большого шлема в одиночном разряде, пройдя через три матча квалификации на Открытый чемпионат США, где сумел добраться до третьего раунда. В 2007 году он также через квалификацию смог пройти на Открытый чемпионат Австралии, однако проиграл там в первом раунде. В 2008 году выиграл один «фьючерс».
Самым продуктивным в карьере Марко стал 2009 год. В начале сезона на трёх турнирах основного тура удалось пройти квалификацию и сыграть в основной сетке. В апреле он выиграл «челленджер» на Тенерифе. В июне он сыграл в парном финале турнира в Халле в партнёрстве с Андреасом Беком, а в августе на турнире в Гштаде совместно с Михаэль Ламмером сумел выиграть парный приз и этот титул стал единственным в карьере Кьюдинелли в Туре. В сентябре на Открытом чемпионате США он сумел дойти до третьего раунда уже одиночных соревнований, обыграв Потито Стараче и Михаила Южного, но уступив Николаю Давыденко. После этого на турнире в Бангкоке он впервые дошел до четвертьфинала в основном туре, обыграв для этого в том числе Марата Сафина. Этот результат позволил швейцарцу впервые войти в топ-100 одиночного рейтинга. В ноябре он улучшает свое пиковое достижение, выйдя в полуфинал на турнире в Базеле. Сезон он смог закончить в ранге № 56 в мире.
В феврале 2010 года Кьюдинелли поднялся на самое высокое в карьере — 52-е место рейтинга, однако в дальнейшей карьере больше не поднимался на такой уровень, проведя остаток карьеры (с ноября 2010 года) за пределами топ-100. В июле 2010 года он дошёл до четвертьфинала в Штутгарте, а в августе до третьего раунда в Вашингтоне. В июне 2014 года на турнире в Халле он сыграл в паре с именитым соотечественником Роджером Федерером и они смогли попасть в финал. На Открытом чемпионате США он смог сыграть, пройдя квалификацию, но выбыл в первом раунде. В 2014 года Швейцария смогла завоевать Кубок Дэвиса. Кьюдинелли не сыграл в финале, однако внёс свой вклад в общую победу, выиграв парный матч Михаэлем Ламмером в феврале на стадии первого раунда, в котором Швейцария обыграла Сербию с общим счётом 3-2.
В феврале 2016 года был выигран «челленджер» в Польше. В июле он отметился четвертьфиналом турнира в Ньюпорте. В конце лета на Открытом чемпионате США он смог сыграть во втором раунде, начав с отбора в квалификации. В сентябре 2017 года Кьюдинелли сыграл последнии матчи за сборную в Кубке Дэвиса и помог ей остаться в Мировой группе после победы над Белоруссией. Всего за сборную с 2005 года он сыграл 28 матчей (21 в одиночном разряде) и выиграл из них девять матчей (восемь в одиночках). В октябре выступлением на домашнем турнире в Базеле окончательно завершил спортивную карьеру.

## Рейтинг на конец года
| Год  | Одиночный рейтинг | Парный рейтинг |
| 2017 | 418               | 287            |
| 2016 | 120               | 190            |
| 2015 | 282               | 381            |
| 2014 | 211               | 209            |
| 2013 | 173               | 562            |
| 2012 | 146               | 1 041          |
| 2011 | 177               | 490            |
| 2010 | 117               | 203            |
| 2009 | 56                | 149            |
| 2008 | 605               | 591            |
| 2007 | 487               | 604            |
| 2006 | 155               | 151            |
| 2005 | 287               | 476            |
| 2004 | 142               | 177            |
| 2003 | 289               | 174            |
| 2002 | 256               | 204            |
| 2001 | 365               | 221            |
| 2000 | 381               | 331            |
| 1999 | 478               | 681            |
| 1998 |                   | 913            |

## Выступления на турнирах

### Финалы турнировATPв парном разряде (4)

#### Победы (1)
| Легенда                              |
| ------------------------------------ |
| Турниры Большого шлема (0)*          |
| Итоговый турнир ATP (0)              |
| ATP Мастерс 1000 (0)                 |
| ATP International Gold / АТР 500 (0) |
| ATP International / АТР 250 (0+1)    |

* количество побед в одиночном разряде + количество побед в парном разряде.
| Титулы по покрытиям | Титулы по месту проведения матчей турнира |
| ------------------- | ----------------------------------------- |
| Хард (0)*           | Зал (0)                                   |
| Грунт (0+1)         | Зал (0)                                   |
| Трава (0)           | Открытый воздух (0+1)                     |
| Ковёр (0)           | Открытый воздух (0+1)                     |

| №  | Дата           | Турнир           | Покрытие | Партнёр        | Соперники в финале              | Счёт    |
| 1. | 2 августа 2009 | Гштад, Швейцария | Грунт    | Михаэль Ламмер | Ярослав Левинский Филип Полашек | 7-5 6-3 |

#### Поражения (3)
| №  | Дата         | Турнир              | Покрытие | Партнёр         | Соперники в финале               | Счёт            |
| 1. | 16 июля 2006 | Гштад, Швейцария    | Грунт    | Жан-Клод Шеррер | Иржи Новак Андрей Павел          | 3-6 1-6         |
| 2. | 14 июня 2009 | Халле, Германия     | Трава    | Андреас Бек     | Кристофер Кас Филипп Кольшрайбер | 3-6 4-6         |
| 3. | 15 июня 2014 | Халле, Германия (2) | Трава    | Роджер Федерер  | Андре Бегеман Юлиан Ноул         | 6-1 5-7 [10-12] |

### Финалы командных турниров (1)

#### Победы (1)
| №  | Год  | Турнир       | Команда                      | Соперник в финале                              | Счёт |
| 1. | 2014 | Кубок Дэвиса | Швейцария Не играл в финале. | Франция Ж.-В.Тсонга,Г.Монфис,Ж.Беннето,Р.Гаске | 3-1  |